# 比爾·史東曼
威廉·漢布里·比爾·史東曼（英語：William Hambly "Bill" Stoneman，1944年4月7日—）是美國棒球運動員，出生於伊利诺州的橡園市（Oak Park）。
他目前任職於美國職棒大聯盟洛杉磯安那罕天使隊，職位是球團副總裁（Vice President）兼總經理（General Manager）。過去他曾經是一名大聯盟投手，在芝加哥小熊、蒙特婁博覽會以及加州天使等隊待過，職業生涯從1967年至1974年。他在博覽會隊的時候曾經兩度投出無安打比賽，第一場的日期是1969年4月17日，對手是費城費城人隊，而那僅僅是史東曼生涯的第五場先發、更只是博覽會隊成立後的第九場比賽而已。第二場無安打比賽是1972年10月2日，被他擊敗的對手是紐約大都會隊。這兩場比賽他都以7:0完封對手。他也曾獲選進入1972年的國家聯盟全明星隊。
史東曼在天使隊擔任總經理至今已有六年，期間天使隊曾在2002年勇奪世界大賽冠軍。
史東曼1966年自愛達荷大學（University of Idaho）畢業。

## 外部連結
- Baseball Reference （页面存档备份，存于）